# Pedicularis karatavica
Pedicularis karatavica är en snyltrotsväxtart som beskrevs av Nikolai Vasilievich Pavlov. Pedicularis karatavica ingår i släktet spiror, och familjen snyltrotsväxter. Inga underarter finns listade i Catalogue of Life.